# 厚唇原吸鳅
厚唇瑶山鳅又名厚唇瑤山鰍（学名：Yaoshania pachychilus）为平鳍鳅科瑶山鳅属的鱼类，是中国的特有物种。分布于广西大瑶山山溪、属西江水系等。该物种的模式产地在大瑶山。幼体呈黑白相间斑纹，与熊猫体色相似，因此也被称为熊貓魚，俗名熊猫爬岩鰍、熊貓泥鰍。
厚唇原吸鳅于1980年由陈宜瑜在中国广西大瑶山发现，分类在原吸鳅属下。2012年，将其归入新属瑶山鳅属之下。

## 扩展阅读
維基物種上的相關：厚唇原吸鳅